# Юйчжун (Ланьчжоу)
Юйчжу́н (кит. упр. 榆中, пиньинь Yúzhōng) — уезд городского округа Ланьчжоу провинции Ганьсу (КНР).

## История
Уезд Юйчжун был образован ещё при империи Цинь в 214 году до н. э. При империи Северная Вэй он был присоединён к уезду Цзиньчэн (金城县).
В составе чжурчжэньской империи Цзинь в этих местах в 1226 году была создана область Цзиньчжоу (金州).
После свержения монголов и установления власти китайской империи Мин область Цзиньчжоу была понижена в статусе, и стала уездом Цзиньсянь (金县).
После Синьхайской революции уезд был в 1912 году переименован в Цзиньчэн (金城县), а в 1919 году получил название Юйчжун.
В 1949 году был создан Специальный район Динси (定西专区), и уезд вошёл в его состав. В 1970 году он был передан под юрисдикцию Ланьчжоу.

## Административное деление
Уезд делится на 11 посёлков и 9 волостей.